# Young Folks
Young Folks är den första singeln från det svenska bandet Peter Bjorn and Johns tredje album, Writer's Block (2006). Singeln har Victoria Bergsman (tidigare från The Concretes ) som gästsångerska. Låten fick generellt positiva recensioner från kritiker och presterade bra på skivlistorna och nådde topp 40 i Kanada, Tjeckien, Finland, Tyskland, Ungern, Irland och Storbritannien.
En musikvideo, regisserad av Ted Malmros (Shout Out Louds) med animation av Graham Samuels, gjord för låten innehåller animerade versioner av Peter och Bergsman som framför låten på olika platser. Musikvideon vann även en grammis 2006 för "MTV-priset för bästa video".

## Bakgrund
När Peter Bjorn and John började arbeta på sitt tredje album, Writer's Block, hade bandet nått ett vägskäl. Deras tidigare album, Falling Out, hade inte levt upp till deras förväntningar, vilket ledde till att de övervägde att upplösas. ”Vi pratade om att faktiskt splittras under den perioden”, mindes trummisen John Eriksson i en intervju med Song Exploder 2016. ”Vi sa: 'Okej, låt oss göra en skiva till. Men om ingen vill släppa den här på ett riktigt skivbolag, så vad som helst.'” Det nya albumet spelades in med låg budget i basisten Björn Yttlings studio i Högalid, Stockholm.
Grunden för "Young Folks" kom från en pianomelodi som Yttling ursprungligen föreställde sig som ett jazzstycke: ”Jag hade idén till melodin på piano och trodde först att det skulle bli en jazzlåt, eftersom den lät som ett Duke Ellington-spår. Sedan spelade jag den på en gitarr och den lät mer som en poplåt. Jag visslade en platsmarkör för melodin bara så att vi kunde komma ihåg den, med avsikt att ersätta den med ett instrument senare, kanske en orgel eller något. Sedan körde vi visselpipan genom en bandfördröjningsmaskin… Sedan var det som: 'Åh, den låter bra, låt oss behålla den.'".
Det numera ikoniska visslandet framfördes av Yttling på inspelningen, även om det senare skulle spelas in live av frontmannen Peter Morén, som erkände: ”Efter turnén blev jag riktigt bra på att vissla, men i början var jag hemsk. Särskilt om jag hade en lätt förkylning eller baksmälla… Folk sa: 'Det här bandet suger – de kan inte vissla.'”.
Ljudmässigt anammade bandet en avskalad, nästan gör-det-själv- metod. De undvek att använda cymbaler på grund av akustiken i det lilla rummet, och Eriksson spelade istället ett minimalistiskt beat inspirerat av Daft Punks "Robot Rock". De lade till okonventionella slagverk – inklusive lånade bongos, ljudet av stövlar på ett laminatgolv genom fjäderreverb och glissandon på rörformade klockor – för att kompensera för bristen på cymbaler. 
Sångmässigt föreställde sig bandet "Young Folks" som en duett. Efter att initialt ha övervägt flera sångare bad de Victoria Bergsman från The Concretes att medverka. Det första försöket misslyckades eftersom tonarten var för låg för hennes röst, vilket tvingade bandet att höja den – något som oavsiktligt gjorde visslandet högre och svårare att framföra live. Sångmässigt beskrev Morén låten som en skildring av två utmattade personer som möts på en bar och försiktigt utforskar möjligheten till kontakt. Trots titeln och den lekfulla tonen förtydligade han: "Den handlar inte om unga människor... Den heter 'Young Folks' och har en slags barnslig hållning med visslandet och allt, men låten handlar om människor som är lite utbrända av relationer.".
Texten utforskar känslan av ny kärlek och kontakt utan att överkomplicera den. Morén har beskrivit texten som avsiktligt minimalistisk och direkt, med syfte att fånga "ögonblicket när två personer först möts och inget annat spelar någon roll". Den återkommande refrängen – "We don’t care about the young folks / talking about the young folks" – återspeglar en önskan att ignorera yttre bedömningar och fokusera på en intim, närvarande upplevelse.

## Mottagande
Låten uppmärksammades först på webbplatser som Myspace och YouTube, och användes i ett antal europeiska reklamfilmer och tv-program. Den är känd för att vara en populär låt med vissling (visslingen lades ursprungligen till som en platsmarkör för ett annat instrument).
Låten rankades som nummer 5 på Pitchfork Medias "Top 100 Tracks of 2006". "Young Folks" röstades också fram som nummer 2 i NME :s omröstning "Track of the Year" 2006. Låten utsågs till nummer 1-låten 2007 enligt iTunes Store. I oktober 2011 placerade NME den som nummer 92 på sin lista över de 150 bästa låtarna under de senaste 15 åren. Den inkluderades i Spinners lista över de 10 bästa visslingsångarna. Rolling Stone satte också låten på sin lista över de 15 bästa visslingsångerna genom tiderna. Den australiska radiostationen Triple J rankade låten som nummer 16 på sin lista över de hetaste 100 hitsen från 2006.
Vid lanseringen fick "Young Folks" stor hyllning från kritikerna. I sin recension av Writer's Block berömde Marc Hogan från Pitchfork låten och skrev "Den smittsamma, lojt visslade hooken och de lekfulla bongotrummorna i första singeln "Young Folks" är omedelbart inbjudande, men låtens andra lager – den blygsamma kemin mellan Morén och den tidigare Concretes-sångerskan Victoria Bergsman – ger djup, då låtens två hoppfulla främlingar upptäcker varandra av en slump". AllMusics Tim Sendra skrev "de lade till visslandet som en markör för ett framtida instrument men insåg att den nonchalant visslandet var precis vad låten behövde. Det är de besluten som gör det storslaget. Visst, låtarna skulle ha fungerat bra med bara gitarr-bas-trummor som bakgrund, men arrangemangen är som enorma hooks som fångar dig och inte släpper taget." The Guardians Michael Hann-recension av singeln kallade den "så bra", medan Treble berömde den som "oemotståndlig" och "fantastiskt dansvänlig". Låtens framgång bidrog till att Writer's Block fick ett Metacritic-betyg på 79, vilket återspeglar generellt gynnsamma recensioner.

## Musikvideo
Den animerade videon till låten regisserades av Ted Malmros och Graham Samuels gjorde animationer. 
Videon börjar med att Peter och Victoria sitter i en park, på en bänk. Peter lär Victoria att vissla. Sedan växlar videon över till att de båda sitter i en buss där låten börjar. Genom hela videon kan man se scener där bandet spelar låten och så småningom slutar videon med en stor fest där alla "verkar försvinna".

## Liveframträdanden
Gruppen framförde låten på Late Night with Conan O'Brien den 29 januari 2007 och på The Tonight Show with Jay Leno den 18 maj 2007 (den senare med Tonight Show- bandmedlemmen Vicki Randle på bongos). Den 29 september 2007 spelade bandet "Young Folks", med Victoria Bergsmans sång, på Friday Night with Jonathan Ross på BBC1. När bandet framförde låten på Coachella Valley Music and Arts Festival 2007 framfördes Bergsmans sång av Bebban Stenborg från Shout Out Louds.
År 2007 samplade Kanye West "Young Folks" till sin mixtape Can't Tell Me Nothing. Senare framförde han och Peter Björn & John låten tillsammans på Way Out West-festivalen i Göteborg.

## Låtlistor
7-tums singel
A. "Young Folks" (med Victoria Bergsman)
B. "Forntida förbannelse"
2006 CD-singel
1. "Young Folks" (med Victoria Bergsman)
2. "Forntida förbannelse"
3. "Alla dessa förväntningar" (svag mix)

2007 CD-singel
1. "Young Folks" (med Victoria Bergsman)
2. "Unga människor" (OrtzRoka remix)
3. "Young Folks" (nyanimation av Beyond the Wizards Sleeve )

## I populärkulturen
"Young Folks" har gjort ett flertal framträdanden i media, bland annat i pilotavsnittet av tv-serien Gossip Girl, i reklam för den brittiska byggvaruhandeln Homebase (2009–2013) samt för Google Nest (smarta högtalare) 2017, där produktens naturliga språkbehandling demonstrerades med frasen ”spela den där hipsterlåten med visslingar”. Den var också en del av låtlistan i videospelen FIFA 08 och FIFA 23.